# Лісова жаба улугурська
Лісова жаба улугурська (Leptopelis uluguruensis) — вид земноводних з роду Лісова жаба родини Жаби-верескуни.

## Опис
Загальна довжина досягає 2,8—5 см. Спостерігається статевий диморфізм: самиці більші за самців. Відрізняється від інших видів слабким розвитком міжпальцевих перетинок на задніх лапах (маються тільки в основі пальців) і дуже маленькою, часто непомітної барабанною перетинкою. Райдужина темно-червона. Більшість особин, зокрема дорослі самиці, забарвлені в інтенсивно-зелений або блакитно-зелений колір, іноді з білими крапочками або кільцями на спині. Малюнок нагадує гниючий лист з колоніями пліснявих грибів на поверхні. У дорослих самців горло і боки тіла небесно-блакитного відтінку.

## Спосіб життя
Полюбляє вологі гірські ліси, а також сільськогосподарські плантації плодових культур на розчищених ділянках первинного лісу. Зустрічається на висоті 900–1650 м над рівнем моря. Активна вночі. Самці видають короткі звуки кожні 2 сек., які нагадують стрікотання або верещання.
Парування починається у сезон дощів. У самця горловий мішок-резонатор стає синім. він схоплює самицю амплексусом (ззаду, вводячи сперматофори до клоаки). Пуголовки з'являються через тиждень. Метаморфоз триває до 2 тижнів.

## Розповсюдження
Це ендемік Танзанії. Має дуже обмежений ареал, зустрічається тільки в гірських масивах Улугуру і Узамбара на сході країни.